# Zoropsis oertzeni
Espèce
Zoropsis oertzeni est une espèce d'araignées aranéomorphes de la famille des Zoropsidae.

## Distribution
Cette espèce se rencontre en Italie, en Croatie, en Albanie, en Grèce et en Turquie.

## Étymologie
Cette espèce est nommée en l'honneur d'Eberhard von Oertzen.

## Publication originale
- Dahl, 1901 : Über den Wert des Cribellums und Calamistrums für das System der Spinnen und eine Uebersicht der Zoropsiden. Sitzungsberichte der Gesellschaft Naturforschender Freunde zu Berlin, vol. 1901, p. 177-199 (texte intégral).